# Föreningen koloniträdgårdar i Stockholm

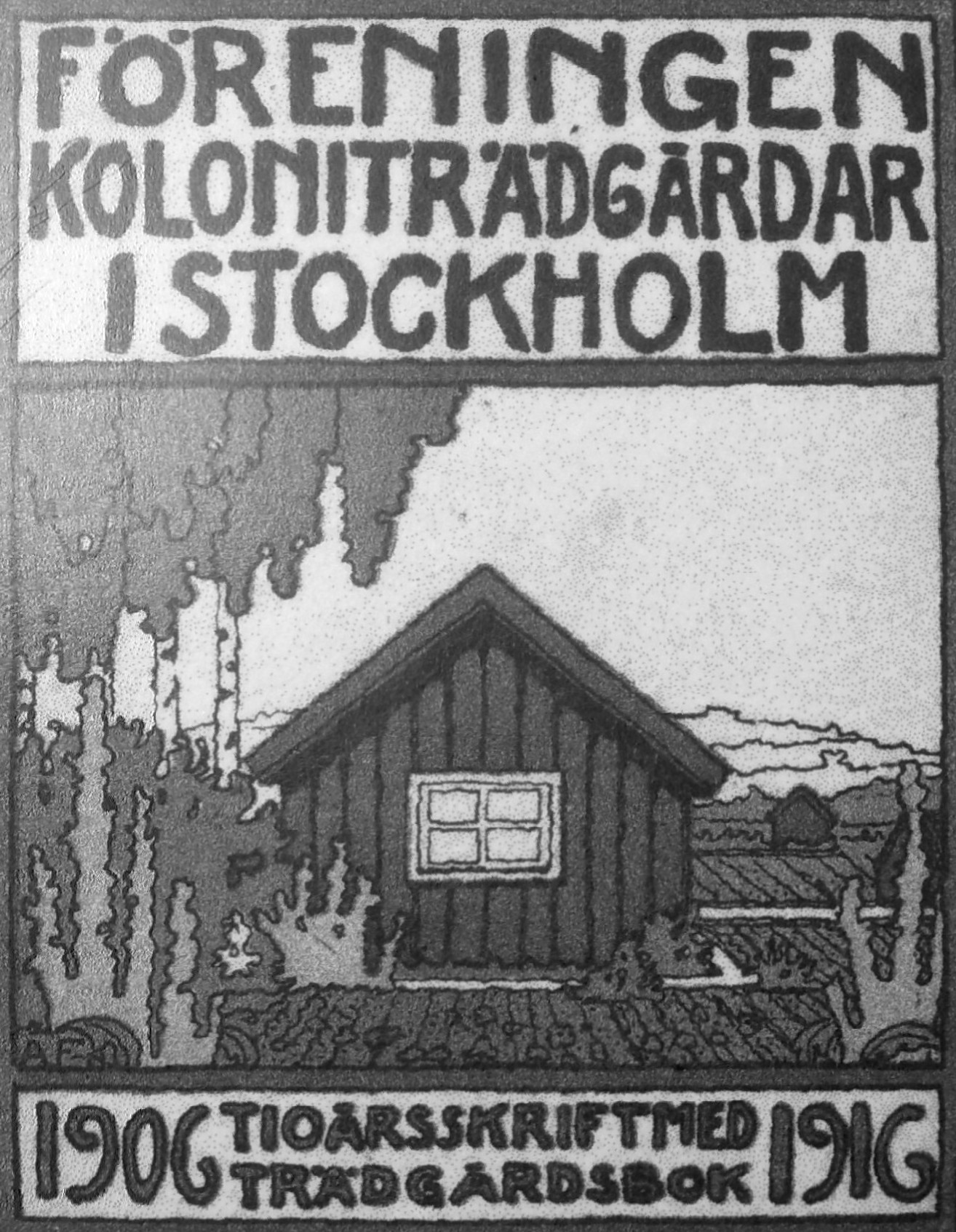
Omslagsbild till jubileumsskrift: Föreningen Koloniträdgårdar i Stockholm, 1906-1916

Föreningen koloniträdgårdar i Stockholm var en organisation som bildades 1906 av Anna Lindhagen, dotter till Albert Lindhagen, och hennes väninna Anna Åbergsson. Organisationen skulle främja anläggandet av koloniträdgårdar i Stockholm. Föreningen lades ner 1921 och omvandlades 1924 till Föreningen Stor-Stockholms Koloniträdgårdar, FSSK. Föreningen hade år 2004 79 medlemsföreningar med ungefär 7 600 kolonister.
Till pionjärerna inom den svenska koloniträdgårdsrörelsen räknas två kvinnor; Anna Åbergsson och Anna Lindhagen. Båda hade en del gemensam; de kom från välbärgade hem, båda hade ett stort socialt intresse och båda var aktiva i kvinnosaksrörelsen samt var ogifta. År 1904 lyckades Anna Lindhagen övertyga Kungliga Djurgårdsförvaltningen att koloniträdgårdar skulle prövas på ett mera organiserad sätt i huvudstaden. Hon hade blivit inspirerad i Köpenhamn och hon arrenderade ett stycke mark vid Lilla Värtan på Norra Djurgården. 1905 lät hon där anlägga Stockholms första organiserade koloniträdgård, kallat Värtans koloniområde.  
År 1905 startades Stockholms äldsta fortfarande existerande koloniträdgård på Norra Djurgården, som heter Koloniföreningen Söderbrunn. 1906 bildades Barnängens koloniträdgårdsförening och Eriksdalslunden båda på Södermalm, båda finns fortfarande kvar. Dessa första områden i Stockholm som hade omkring 600 lotter hade samtliga Köpenhamns koloni Frem som förebild.  Som en sammanhållande organisation bildade Lindhagen och Åbergsson 1906 Föreningen koloniträdgårdar i Stockholm. 
Sju år senare hade föreningen 17 medlemmar inte kolonister utan människor som genom frivilligt arbete och penninggåvor stödde kolonirörelsen. 1919 förvaltade Föreningen koloniträdgårdar i Stockholm 16 områden med 2039 koloniträdgårdar. Två år senare tog Stockholms stad över ansvaret för koloniträdgårdarna, Föreningen koloniträdgårdar i Stockholm lades ner och Stockholms koloniträdgårdsförbund tog initiativet till Sveriges koloniträdgårdsförbund – i dag Svenska förbundet för koloniträdgårdar och fritidsbyar.
År 1924 lämnade stockholmskolonisterna den landsomfattande föreningen och bildade Koloniträdgårdsförbundets Stockholmskrets, som nu är Föreningen Stor-Stockholms koloniträdgårdar (FSSK). Föreningen bytte 2019 namn till Stockholms Koloniträdgårdar.